# Oblouk (Holan)
Oblouk (cz. Łuk) – tomik wierszy czeskiego poety Vladimíra Holana opublikowany w 1934. Należy do pierwszej fazy rozwoju liryki poety. Utwory składające się na tomik są przeważnie napisane wierszem nieregularnym. W ten sposób Holan napisał także sonety Slavnost (Samoten, sám a do váh víček hozen) i Podnebesí (Ó ptáci krajností, kéž také mé rty zvete).